# شب‌نشینی باشکوه
شب‌نشینی باشکوه کتابی است از غلامحسین ساعدی نویسنده معاصر ایرانی، شامل دوازده داستان کوتاه که در سال ۱۳۳۹ نوشته شده است. عنوان داستان‌ها عبارت‌اند از: شب‌نشینی باشکوه، چتر، مراسم معارفه، خواب‌های پدرم، حادثه به خاطر فرزندان، ظهر که شد، مفتش، دایرهٔ درگذشتگان، سرنوشت محتوم، استعفانامه، مسخره نوانخانه، مجلس تودیع.

## خلاصه داستان
در یک مراسم تجلیل از ۲۴ کارمندی که اخیراً بازنشسته شده‌اند معلوم می‌شود که فقط دو نفر در مراسم حضور دارند و بقیه یا مرده‌اند یا دچار اختلال حواس شده‌اند. در ادامه برنامه نیز معلوم می‌شود دو نفری که در مراسم حاضرند یکی مبتلا به اختلال روانی است و دیگری با شرح خاطره‌ای از دوران کارمندی‌اش پوچی زندگی‌اش را بیان می‌کند. به‌طور کلی در این داستان به زندگی کارمندی و یکنواختی کار در ادارات پرداخته شده است.